# Faraway Vol. 2
Faraway Vol. II je singl od finské kapely Apocalyptica.

## Seznam skladeb
1. „Faraway“ (feat. Linda Sundblad) (Radio Edit) - 3:31
2. „Faraway“ (feat. Linda Sundblad) (Extended Version) - 5:14
3. „Perdition“ - 4:08